# 오데옹 극장
오데옹-유럽 극장(프랑스어: Odéon-Théâtre de l'Europe, 프랑스어 발음: [ɔdeɔ̃ teɑtʁ d(ə) løʁɔp]; “유럽 음악극장”)은 프랑스의 6대 국립 극장 중 하나로, 이전에는 오데옹 극장(프랑스어: Théâtre de l'Odéon, 프랑스어 발음: [teɑtʁ d(ə) lɔdeɔ̃]; “음악극장”)으로 불리었었다. 파리 6구 코르네유 거리 2번지에 위치해 있으며, 센강의 왼쪽 강변, 뤽상부르 공원과 상원 의사당으로 사용되는 뤽상부르 궁전 옆에 자리하고 있다.

## 첫 번째 극장
원래 건물인 ‘포부르 생제르맹 극장(Salle du Faubourg Saint-Germain)’은 1779년부터 1782년 사이, 건축가 샤를 드 와이이와 마리조제프 페이르의 신고전주의 양식 설계에 따라 코메디 프랑세즈를 위해 지어졌다. 그 부지는 이전 콩데 호텔(Hôtel de Condé)의 정원이었던 곳이다. 이 새로운 극장은 1782년 4월 9일 마리 앙투아네트에 의해 개관되었고, 2년 뒤에는 피에르 보마르셰의 희곡 《피가로의 결혼》이 이곳에서 초연되었다. 1791년 4월 27일, 프랑스 혁명 중 극단이 분열되었다. 왕당파 성향의 배우들은 계속해서 포부르 생제르맹의 극장에서 활동했으나, 1793년 9월 3일 밤 체포되어 수감되었다. 그러나 1년 후 다시 돌아오는 것이 허락되었다. 1797년에는 건축가 장프랑수아 르클레르(Jean-François Leclerc)에 의해 극장이 개조되었고, 이때부터 ‘오데옹’으로 불리게 되었다. 하지만 1799년 3월 18일, 화재로 소실되었다.

## 두 번째 극장
1808년, 에투알 개선문을 설계한 장 샬그랭의 설계로 극장이 재건되었으며, 공식 명칭은 ‘황후의 극장(프랑스어: Théâtre de l'Impératrice)’이었지만, 사람들은 여전히 ‘오데옹’이라고 불렀다. 이 극장 역시 1818년에 화재로 소실되었다.

## 세 번째 극장
현재의 세 번째 건물은 피에르 토마 바라게이(Pierre Thomas Baraguay)의 설계로 지어졌으며, 1819년 9월에 개관되었다. 1990년에는 ‘유럽 극장(Théâtre de l'Europe)’이라는 별칭이 부여되었으며, 현재는 유럽 극장 연합(Union of the Theatres of Europe)에 속해 있다.

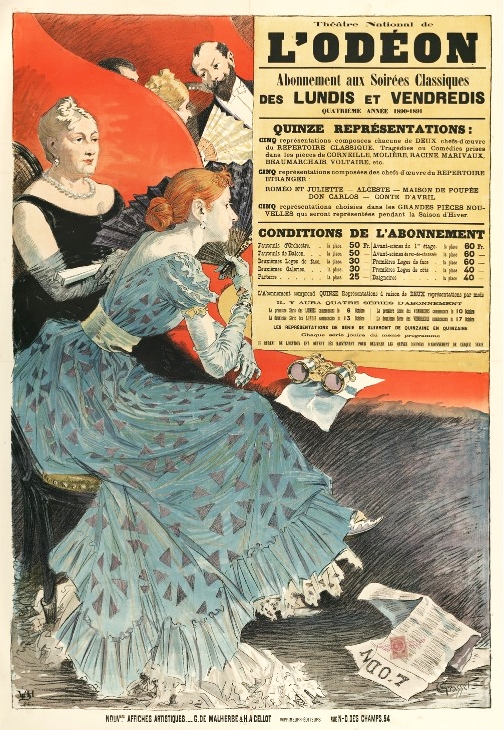
외젠 그라세가 디자인한 1890년 오데옹 극장 상영 포스터

## 참고 문헌
- Carlson, Marvin (1966). The Theatre of the French Revolution. Ithaca: Cornell University Press. OCLC 331216, 559057440 및 622637342.
- Hemmings, F. W. J. (1994). Theatre and State in France, 1760–1905. New York: Cambridge University Press. ISBN 978-0-521-03472-2ISBN 978-0-521-03472-2 (2006 reprint).
- Wild, Nicole (2012). Dictionnaire des théâtres parisiens (1807–1914). Lyon: Symétrie. ISBN 9782914373487ISBN 9782914373487. OCLC 826926792OCLC 826926792.